# Прохазка, Антонин (художник)
Антонин Прохазка (чеш. Antonín Procházka; 5 июня 1882[…], Важаны[…] — 9 июня 1945[…], Брно[…]) — чешский художник-модернист.

## Биография
Родился 5 июня 1882[…] года в деревне Важаны района Вишков.
Окончил гимназию в Кромержиже, и c 1902 по 1904 год проходил обучение в Высшей школе прикладного искусства в Праге у Эмануэля Дите.
С 1904 по 1906 год обучался в Академии изобразительных искусств в Праге у профессора Влахо Буковаца и профессора Гануша Швайгера.
В 1907 году он и его одноклассник, Эмиль Филла, присоединились к арт-группе "Восемь" (чеш. "Osma"). Прохазка участвовал в обеих выставках арт-группы в Праге в 1907 и 1908 годах.
В период с 1907 по 1908 год путешествовал по Европе, где повстречал Каролину Шлейтгауэр, немецкую художницу, с которой у него завязались отношения.
С 1909 по 1911 и с 1923 по 1929 годы он состоял в обществе художников «Манес».
В 1910 году он работал заместителем учителя рисования в земской высшей школе в Моравской Остраве.
В 1911 году он женился на своей подруге, Каролине Шлейтгауэр.
В 1912 году закончил специальную школу живописи и графики в Академии изобразительных искусств в Праге у профессора Макса Швабинского.
Еще через год, в 1913-м, Герварт Вальден пригласил его, Эмиля Филлу, Отакара Кубина и Винченца Бенеша принять участие в «Первом Немецком осеннем салоне» (нем. Erster Deutscher Herbstsalon) в Берлине, где экспонировался его натюрморт в кубистском стиле.
С 1921 по 1924 год занимал должность профессора рисования Чешской государственной школы в Нове-Место-на-Мораве.
С 1924 по 1936 год занимал должность профессора рисования в Государственной чехословацкой реальной женской гимназии в Брно.

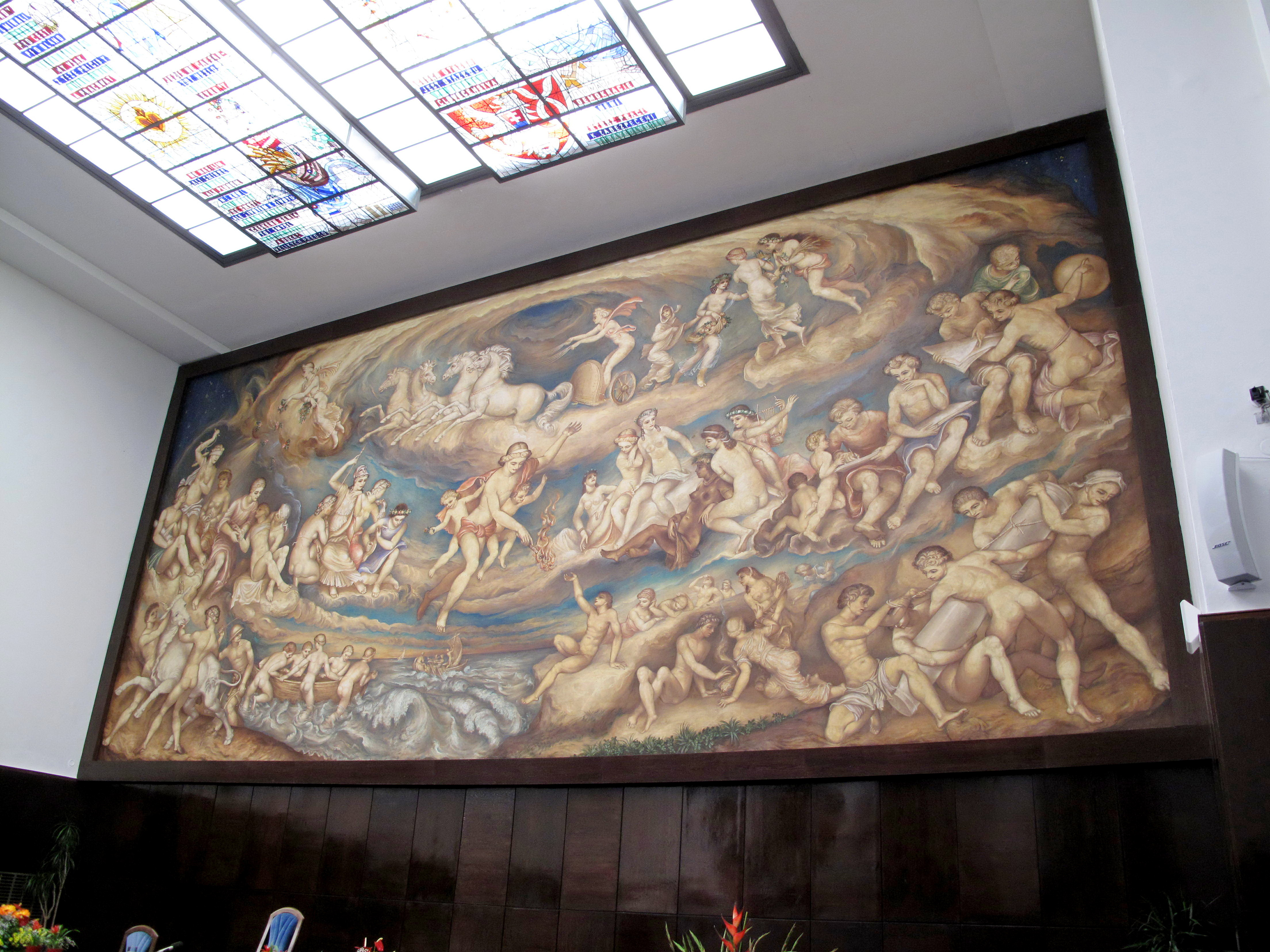
"Прометей передает огонь человечеству" в аудитории юрфака Масарикова университета

В 1938 году, в Брно он работает над монументальными полотнами на античную тематику, например, создаёт работу "Прометей передает огонь человечеству" по заказу Масарикова университета для юридического факультета, где она сейчас украшает аудиторию.
В период немецкой оккупации Чехословакии он работает над иллюстрациями для сборника народных баллад Карела Яромира Эрбена.
Умер 9 июня 1945[…] (63 года), в Брно. Похоронен на центральном кладбище в Брно.
Уже посмертно, в 1946 году, он получил звание народного артиста Чехословакии. В городе Брно его именем названа улица.

## Стилистика
Изначально принадлежа к экспрессионизму, он перешел к кубизму, и впоследствии создал свой собственный вариант неоклассицизма.

## Некоторые работы

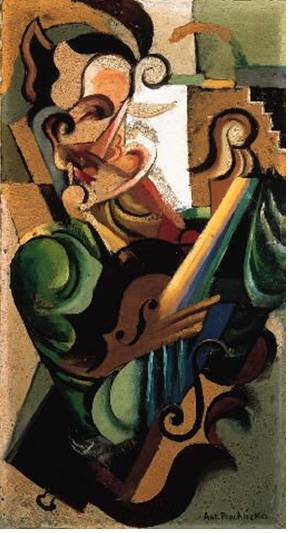
Скрипач
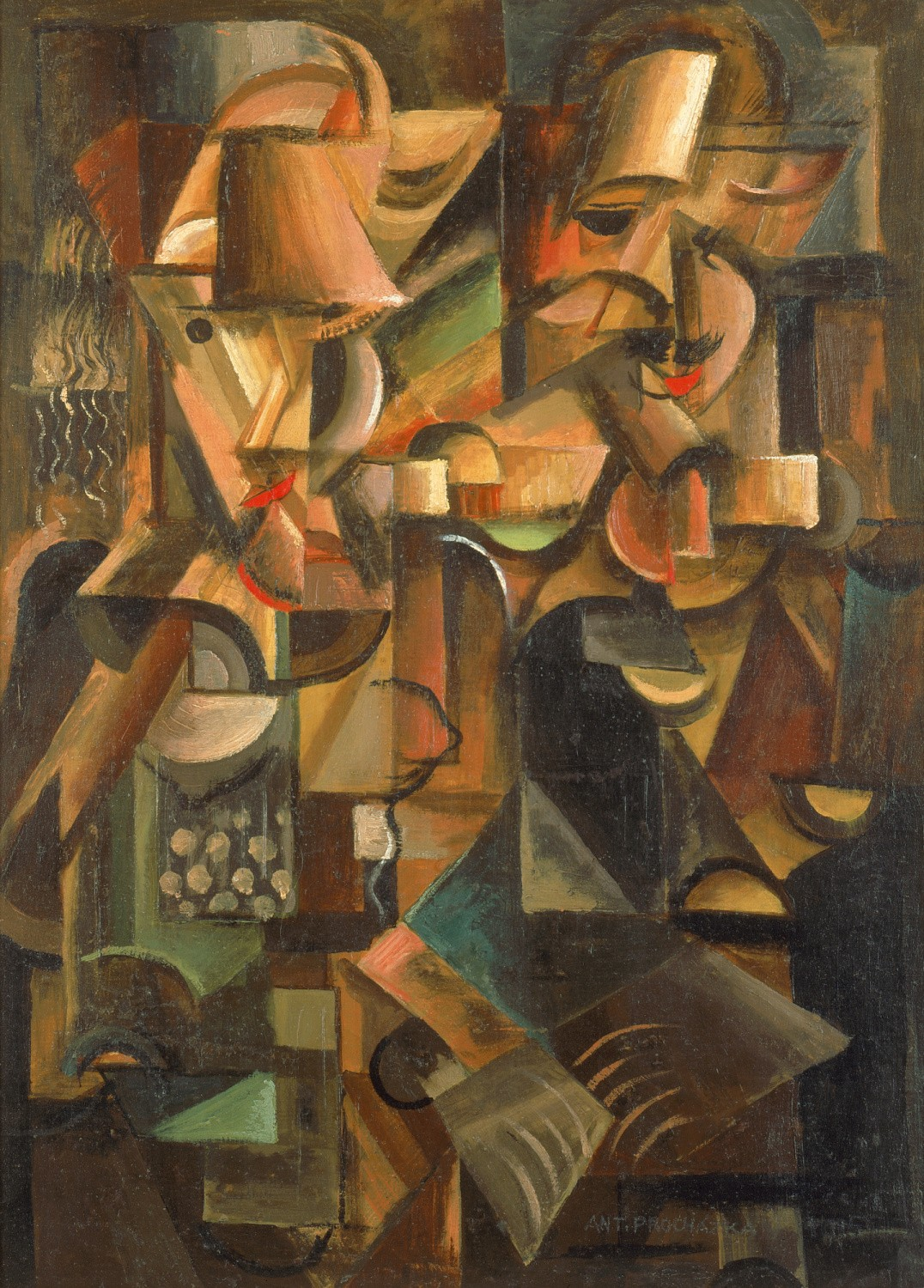
Муж и жена
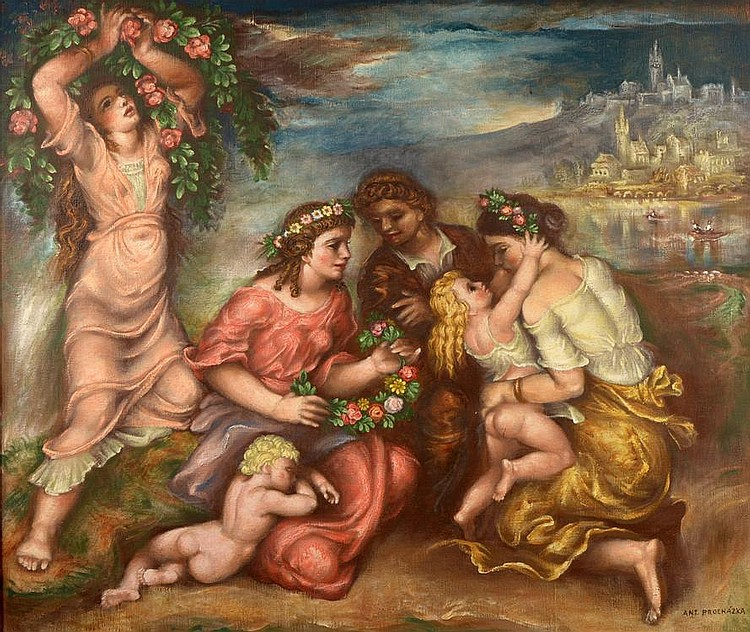
Плетение венка
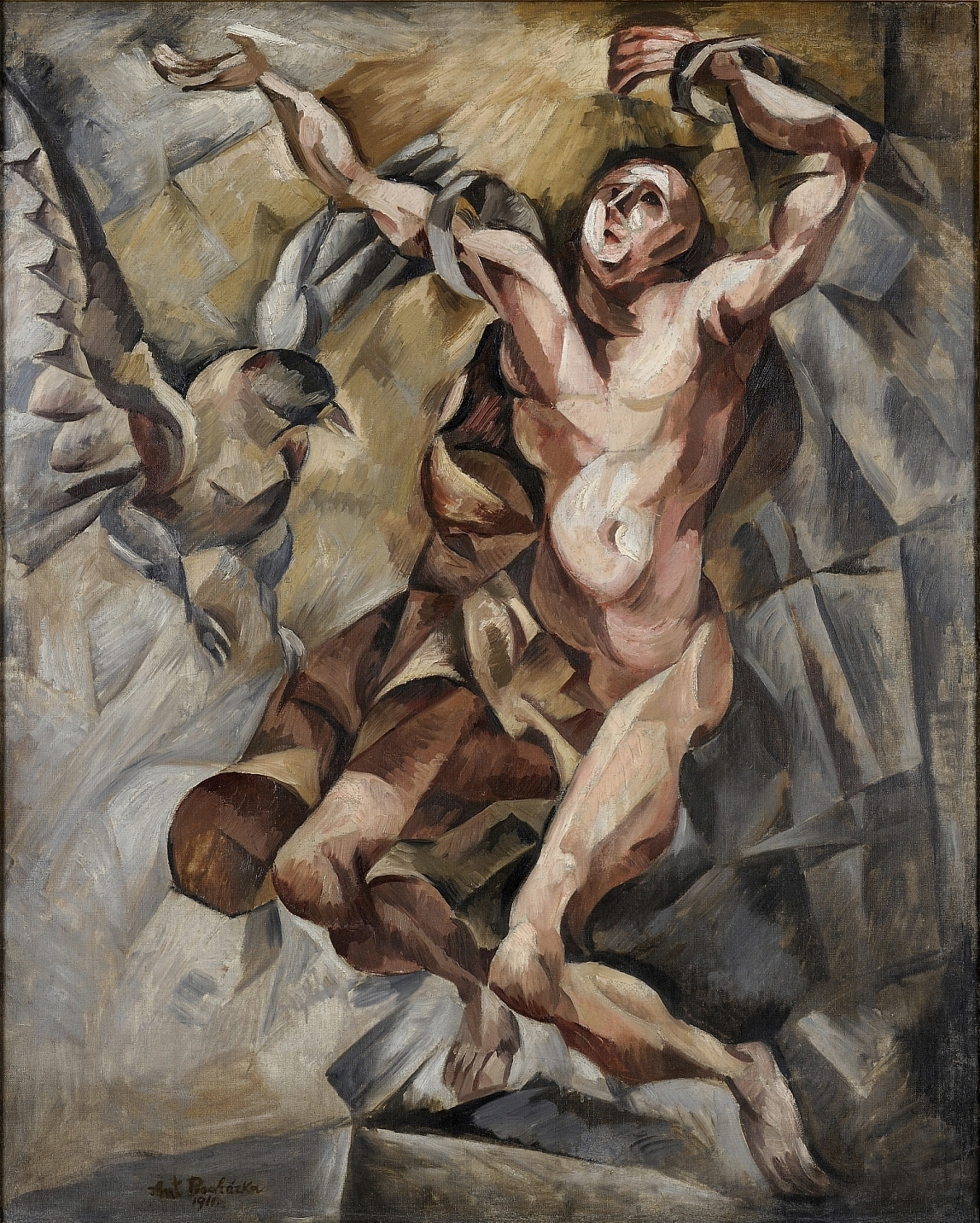
Прометей